# Bauensemble

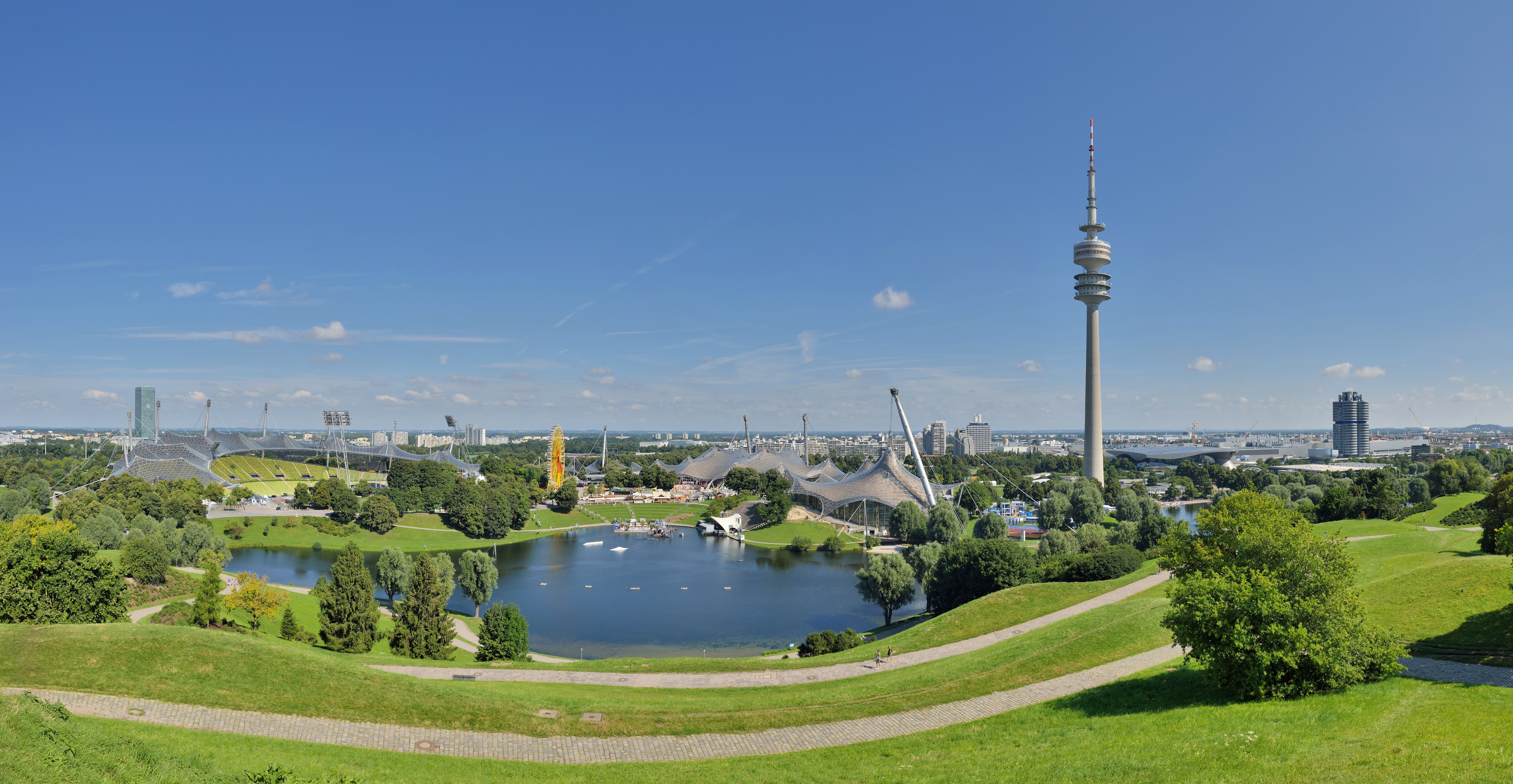
Der Münchner Olympiapark bildet in seiner Einheit ein geschütztes Bauensemble

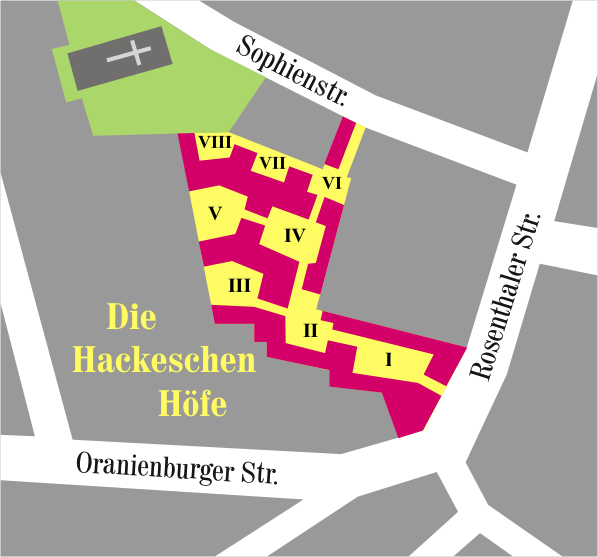
Schema der Hackeschen Höfe, Beispiel eines geschützten, zusammenhängenden Gebäudeensembles

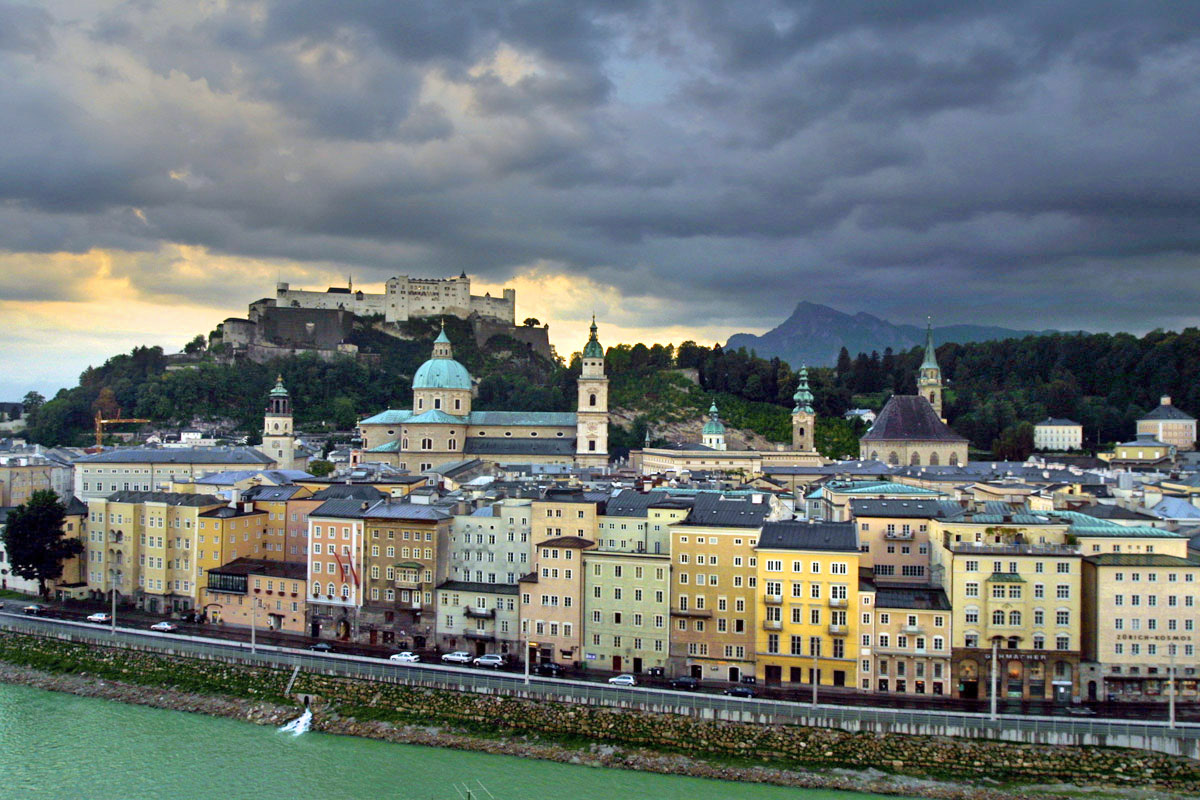
Salzburger Altstadt: Beispiel einer geschlossenen Stadtlandschaft (UNESCO-Welterbe)

Als Bauensemble oder Bau-Ensemble (auch Bauwerksensemble, spezieller auch Gebäudeensemble oder kurz Ensemble (anhörenⓘ) sowie Sachgesamtheit) bezeichnet man in der Architektur, im Städtebau und dem Denkmalschutz eine Gruppe von Gebäuden, Baukonstruktionen und Freiräumen, die im Zusammenhang eine besondere städtebauliche, kulturelle oder ästhetische Qualität haben.
Die Elemente funktionieren eigenständig, haben eigene Eingänge und Erschließungen, werden jedoch als Gruppe wahrgenommen. Sind die einzelnen Gebäude miteinander verbunden, so spricht man von einem Gebäudekomplex.
„Einen ganz wirksamen Schutz wird nur das Volk selbst ausüben, und nur wenn es selbst es tut, wird aus den Denkmälern lebendige Kraft in die Gegenwart überströmen“, so Georg Dehio im Jahre 1905, der in Deutschland als „Vater“ der modernen Denkmalpflege gilt. Ausgangspunkt für den Ensembleschutz ist das Verunstaltungsgesetz von 1909.
Die einzelnen Gebäude und Elemente können in Funktion und Gestalt sehr verschieden sein. Das Erscheinungsbild des Ensembles wird geprägt durch die einzelnen Elemente und ihr räumliches Zusammenspiel. Eine Vielzahl von Parametern wie Kontext, Raum, Stil, Materialien und Farbe, aber auch Beleuchtung oder Dekoration bestimmen Charakter und Qualität des Ensembles. Besonders bezüglich des Baustils und der Bauweisen, aber auch des Kontextes können Ensembles ebenso geschlossen sein wie vielfältig. So könnte eine Häuserzeile einheitlich aus einer Bauphase stammen oder ein Potpourri von Bauten aus verschiedenen Jahrhunderten, aber trotzdem ein Ensemble darstellen. Die Häuserzeile könnten funktional gleiche Bürgerhäuser sein, genauso ist aber ein Stadtviertel, ein Platz, eine Burganlage, ein Kloster oder eine Industrieanlage in der Vielfalt der Funktionen der Einzelbauten ein Ensemble. Hier sind Übergänge zwischen Ensemble und Komplex fließend, und es können sich auch Teilensembles und -komplexe zu größeren Ensembles zusammenfügen.

## Ensembleschutz
Im Bereich des Denkmalschutzes wird der Begriff Ensembleschutz oder Gesamtanlage oder auch denkmalpflegerische Sachgesamtheit verwendet für bauliche Gruppen, die aufgrund ihres Zusammenspiels als erhaltungswürdig erachtet werden und geschützt werden sollen. Auch wenn die einzelnen Gebäude kein Denkmal sind, kann das Gebäudeensemble unter Ensembleschutz stehen.
Der Übergang vom einzelnen geschützten Baudenkmal über den Ensembleschutz zum Ortsbildschutz ist in der Intention und Strenge der Regelungen fließend. Je stärker der Ensembleaspekt, desto akzeptabler sind Neueinbauten in die Anlage, solange sie den Gesamteindruck nicht diskreditieren. So beruhen die Ausweisungen als UNESCO-Welterbe primär auf dem Ensemblegedanken, also dem Gesamtbild, nicht dem der Erhaltung der Entstehungsgeschichte als Dokument, was der Grundgedanke des klassischen Denkmalschutzes ist: Zeitzeugnisse sind beides, Gesamtbild wie Original und Erhalt der Substanz. Eine typische Maßnahme sind Rekonstruktionen verlorener Bauwerke in Baulücken: Sie bieten zwar ein historisches Bild, und sind auch stilkundlich-kunstgeschichtlich wie soziologisch aussagekräftig, für die historische Bauforschung aber weitgehend wertlos. Alle von außen sichtbaren Veränderungen an Fassade und Dach müssen daher von den Denkmalbehörden genehmigt werden. Dies betrifft auch Bauteile, die laut Bauordnung des jeweiligen Landes nicht genehmigungspflichtig wären.
Beispiele für die abzustimmenden Veränderungen sind:
- Änderung eines Gebäudeteiles durch Abriss oder Neubau
- Änderung eines Gebäudes insgesamt durch Abriss und Neubau
- Änderungen von Fenstern und Türen
- Erneuerung oder Änderung von Gebäudedetails wie Abdeckungen und Verkleidungen
- Einbau von Gauben und Dacheinschnitten
- Anbringen von Balkonen
- Einbau von Dachflächenfenstern
- Einbau von Solaranlagen
- Anbringung von Vordächern
- Änderung der Materialien und Farbtöne an der Fassade
- Änderung der Einfriedung
- Errichtung von genehmigungsfreien Nebengebäuden
- Änderung der Außenlagen und Gärten (insbesondere Vorgärten)

Aus der oben aufgeführten Liste, die nicht abschließend zu verstehen ist, ergeben sich diverse und weitergehende Eingriffe in das Gebäude und in die Umgebung der Gebäude.
Eingriffe in das kulturelle Erbe gelten daher in diesem Sinne als grundsätzlich erheblich, und folglich besteht dann bei möglichen erheblichen Eingriffen in Denkmale grundsätzlich eine UVP-Plicht und damit verbunden die Möglichkeit der Verbandsklage. Für die Baudenkmalpflege ist wichtig, dass dies nach dem „CODA-Urteil“ in der Rechtssache C-142/07 auch im städtischen Bereich gilt. In diesem Sinne ist auch bereits geklärt, dass über das UmwRG auch Bebauungspläne einer gerichtlichen Kontrolle unterworfen werden können. Die UVP-Gesellschaft hatte schon früher gefolgert, „dass bei Eingriffen in das kulturelle Erbe die Durchführung einer Umweltverträglichkeitsprüfung öfter obligatorisch sein kann als bei naturschutzrechtlichen Eingriffen“
Gemäß Artikel 6 der Charta von Venedig gilt als Grundsatz: „Zur Erhaltung eines Denkmals gehört die Bewahrung eines seinem Maßstab entsprechenden Rahmens. Wenn die überlieferte Umgebung noch vorhanden ist, muss sie erhalten werden, und es verbietet sich jede neue Baumaßnahme, jede Zerstörung, jede Umgestaltung, die das Zusammenwirken von Bauvolumen und Farbigkeit verändern könnte.“ Neubauten sollten sich – so ebenfalls in dieser Charta formuliert – „harmonisch einfügen“ und gleichwohl als zeitgenössische Bauten erkennbar sein. Da innerhalb eines Ensemble sowohl denkmalgeschützte als auch nicht denkmalgeschützte Gebäude vorhanden sein können, sind vorrangig bei einem geänderten Wiederaufbau die Belange des Denkmalschutzes zu beachten. Ein Neubau, der sich zwischen denkmalgeschützten Gebäuden befindet, sollte deren̈ Gestaltungsmerkmale aufnehmen. Es ist daher als Verstoß gegen § 8 (NDSchG) der Anlagen in der Umgebung von Baudenkmalen, wenn zum Beispiel ein völlig fremder Baustil (zum Beispiel Bauhausstil) zwischen historischen Gebäuden (Jugendstil / Gründerzeit) eingefügt wird, oder ein Mehrfamilienhaus zwischen Villen, auch wenn es die gleiche Größe haben sollte.
„In der Umgebung eines Baudenkmals dürfen Anlagen nicht errichtet, geändert oder beseitigt wer- den, wenn dadurch das Erscheinungsbild des Baudenkmals beeinträchtigt wird. 2Bauliche Anlagen in der Umgebung eines Baudenkmals sind auch so zu gestalten und instand zu halten, dass eine solche Beeinträchtigung nicht eintritt. § 7 gilt entsprechend.“

## Vorgehen bei der Baudenkmalprüfung
Laut den Richtlinien des Niedersächsischen Landesamtes für Denkmalpflege ist folgende Vorgehensweise festgeschrieben: „Soll ein Gebäude oder ein Ensemble auf seine Denkmaleigenschaft hin überprüft werden, gleich ob sie in der Denkmalliste stehen oder nicht, ist wiederum das Landesamt für Denkmalpflege am Zuge. In vielen Fällen ist bereits ohne Ortstermin eine verbindliche Auskunft möglich, falls Fotos, Pläne, Bauaktenauswertungen und sonstige beurteilungsfähige Unterlagen existieren. Sind diese jedoch lückenhaft, veraltet oder wegen baulicher Veränderungen des Objekts überholt, müssen aktuelle Unterlagen neu beschafft werden. Aufgrund der großen Entfernungen und der damit verbundenen Reisezeiten in Niedersachsen sind in solchen Fällen Antragsteller und untere Denkmalschutzbehörden gut beraten, bei der Zusammenstellung von entscheidungsrelevanten Unterlagen mitzuwirken. Bei weiterem Klärungsbedarf und in Grenzfällen wird dennoch ein Ortstermin mit einer Objektbesichtigung durch einen Beschäftigten des NLD notwendig sein. Da die Aufnahme eines Gebäudes ins Denkmalverzeichnis einer fachlich-wissenschaftlichen sowie einer gerichtlichen Überprüfung standhalten muss, ist eine verbindliche Entscheidung über die Denkmaleigenschaft erst im Anschluss an einen Ortstermin möglich.“

## Wiederaufbau
Bei geändertem Wiederaufbau sind zunächst die wesentliche Stilmerkmale der umgebenden Gebäude aufzunehmen und deren baugeschichtliche Bedeutung zu bewerten. Erst danach kann eine Beurteilung bezüglich möglicher oder denkbarer Abweichungen und Änderungen ergeben. Jede Abweichung von diesen Merkmalen ist dann in Bezug auf die Auswirkungen auf die umgebenden Gebäude zu begründen und zu bewerten. Dies betrifft die Fassadenmerkmale (Fensterformate, Stilelemente, Gliederungen der Geschosse, Dachformen, Giebelstellungen etc.) Insbesondere die überbaubare Fläche des historischen Gebäudes steht einer größeren Ausnutzung explizit entgegen. Vor allem dann auch, wenn es für die geänderte Grundrissform keine ausreichende Begründung gibt, und eine Wiederherstellung der äußeren Umrisse eine hinreichende Nutzung erlaubt. Dies ist selbst dann maßgeblich, wenn im Bebauungsplan ansonsten andere Baugrenzen festgesetzt worden sind und demnach eine größere Bebauung allgemein zulässig sein sollte.
Sofern also ein Ensemble im Bebauungsplan klar definierte Abgrenzungen besitzt, ist eine Abweichung oder Überschreitung davon unzulässig, solange der B-Plan nicht entsprechend geändert wird. In diesem Falle müssen auch wieder die Belange der Nachbarn durch Beteiligung im Antragsverfahren berücksichtigt werden. Ansonsten wäre die Schutzwirkung der Umrisslinien und damit die Festsetzungen im B-Plan widersprüchlich und insofern aufgehoben. Eine völlig untypische Gebäudegestaltung, die weder die Gebäudehöhen, die Umrisslinien oder die Gestaltungsmerkmale der umgebenden Gebäude widerspiegelt, ist auch gemäß EU-Recht unzulässig.

## Landschaftsschutz
Im ländlichen Raum ist sogar der Übergang zum Landschaftsschutz fließend, dieser kann auch stark durch den Menschen überprägte Räume umfassen (etwa bäuerliches Kulturland oder Parklandschaften), und regelt ebenfalls die Bebauung. In die Landschaft integrierte bauliche Elemente können so ebenfalls Ensembles darstellen, bis hin zu historisch gewachsenen Siedlungsstrukturen, die als solche erhaltenswert sind (etwa lockere Streubesiedelung). Ein typisches Werkzeug, um das Weichbild eines Ensembles zu schützen, sind Regelungen zum Umgebungsschutz, etwa Pufferzonen um das eigentliche Schutzobjekt mit Regelungen zu Bebauungsdichte und Gebäudehöhen, um den Blick auf das Ensemble nicht zu beeinträchtigen.
Dabei können Denkmalschutz im engeren Sinne und Ensembleschutz auf der gleichen rechtlichen Basis beruhen, so in Österreich: Dort erfolgt die Ausweisung durch das Bundesdenkmalamt (§ 1 Abs 3 DMSG). Ein Werkzeug der kommunalen Raumordnung und Bauleitplanung ist dort der Ortsbildschutz, der altes wie neues Bauen umfasst.
Oder es sind voneinander getrennte Instrumente, die sich auch überlagern können: In Deutschland definieren Kommunen und Gemeinden einen Ensembleschutz je nach landesrechtlicher Vorgabe per Satzung oder Rechtsverordnung und müssen ihre Entscheidung hierzu erklären und begründen. Die Satzung oder Rechtsverordnung schreibt in der Regel fest, dass alle baulichen Veränderungen erst durch eine Genehmigung erlaubt sind, die sich nach dem Denkmalschutzgesetz richten muss. Denkmalschutzgesetze werden durch die entsprechende Ländergesetzgebung festgelegt.
In Südtirol kann die Gemeinde den Ensembleschutz völlig unabhängig von denkmalschutzrechtlichen Vorgaben festlegen, und örtlichen baulichen wie landschaftlichen Schutz kombinieren.

## Stadtsanierung
Die Erhaltung von Bauensembles spielt eine wichtige Rolle bei der Stadtsanierung, etwa dann, wenn im Zuge der energetischen Sanierung die Fassaden verändert werden. Ein erfolgreiches Beispiel läuft seit 2015 in Bielefeld-Sennestadt: Dort wurde ein Farbfächer für Fassadensanierungen entwickelt und unter dem Namen Farben der Sennestadt veröffentlicht. Architekten und Designer haben die Original-Farbtöne der Fassaden der Modellsiedlung aus den 1950er und 1960er Jahren rekonstruiert und an heutige Bedürfnisse angepasst. Der Farbfächer dient vor allem zur Orientierung, wenn Eigentümergemeinschaften Mehrfamilienhäuser gemeinsam sanieren wollen. Bei den Häusern Luheweg 1–11 wurde das Konzept im Oktober 2015 erstmals umgesetzt.

## Beispiele
- Die Drei Brüder sind ein Gebäudeensemble in der Altstadt von Riga.
- Die Hackeschen Höfe in Berlin bilden das größte geschlossene Hof-Areal Deutschlands und stehen unter Denkmalschutz.
- Das Palaisquartier ist ein neues Gebäudeensemble in Frankfurt am Main, das aus vier Bauelementen besteht: das rekonstruierte Palais Thurn und Taxis, ein Bürohochhaus, ein Hotelhochhaus und ein Einkaufszentrum.
- Die ehemalige Landesirrenanstalt Domjüch ist ein Gebäudeensemble einstiger Klinikbauten in Neustrelitz, Mecklenburg-Strelitz.
- Vier ehemalige Gebäude der Tuchfabrik Gottschalk & Co. in der Kasseler Nordstadt wurden 2008 in die Erweiterung der benachbarten Hochschule einbezogen.
- Der Olympiapark in München
- Die Alte Saline in Bad Reichenhall